# Organisme régional d'étude et d'aménagement d'aire métropolitaine
Les  organismes régionaux d'étude et d'aménagement d'aire métropolitaine (OREAM) étaient des institutions françaises mises en place en 1967 dans le cadre de la politique des métropoles d'équilibre à Lille-Roubaix-Tourcoing, Marseille, Lyon, Nancy-Metz et Nantes-Saint-Nazaire. Elles ont été dissoutes en 1983.
Leur fonction était d'établir des schémas de développement de l'espace métropolitain.